# Marqus Marion
Marqus Mitrovic Marion (* 1. September 2004 in Skovlunde) ist ein dänischer Basketballspieler.

## Werdegang
Marion durchlief die Nachwuchsabteilung von BMS Herlev. Im Mai 2019 nahm er beim FC Barcelona an einem Probetraining teil. Marion kam während der Saison 2020/21 zu seinem Einstand in BMS Herlevs Herrenmannschaft in der höchsten dänischen Spielklasse, Basketligaen. In der Saison 2022/23 wies er in der Liga große Fortschritte nach und wurde bei BMS Herlev zu einem das Geschehen bestimmender Spieler. Anfang Februar 2023 gab Marion seinen Entschluss bekannt, zur Saison 2023/24 an die Wake Forest University in den US-Bundesstaat North Carolina zu wechseln.

### Nationalmannschaft
Marion war bei der B-Europameisterschaft der Altersstufe U18 im Sommer 2022 mit 16,1 Punkten je Begegnung bester Korbschütze der dänischen Auswahl, sein Mittelwert von 10 Rebounds war unter allen bei dem Turnier eingesetzten Spielern der zweithöchste Wert. Im Februar 2023 gab er in einem EM-Qualifikationsspiel seinen Einstand in der dänischen Herrennationalmannschaft.

## Familie
Seine Mutter Nanna Mitrovic wurde während ihrer Basketballlaufbahn als Spielerin des Jahres in der dänischen Kvindeliga ausgezeichnet, sein Vater Tony Marion spielte in seinem Heimatland, den Vereinigten Staaten, an der Harding University im Bundesstaat Arkansas und kam 1994 als Berufsbasketballspieler nach Dänemark.